# Colombias riksvapen
Granatäpplet på vapenskölden påminner om landets namn som spansk koloni - Nya Granada. Granatäpplet är staden Granadas emblem. Ymnighetshornen symboliserar landets rikedomar och den frygiska mössan är en symbol för frihet. Längst ner på vapenskölden ser man Panamas landtunga, som fram till 1903 tillhörde Colombia. Kondoren med lagerkransen är en symbol för oberoende.